# Corleone
Corleone (sicilsky Cunigghiuni) je menší město v metropolitním městě Palermo v západní části Sicílie. Leží ve vnitrozemí ve výšce 550 m n. m. Od Palerma, hlavního města provincie i celého sicilského regionu, je vzdáleno 57 km a od Agrigenta na jihu 115 km. Město Enna na východě se nachází ve vzdálenosti 152 km a přístav Trapani na západě je vzdálen 101 km. Podle údajů Italského statistického úřadu mělo městečko Corleone k 1. 1. 2019 celkem 11 008 obyvatel. Administrativní součástí Corleone jsou přidružené obce Ficuzza a Cantoneria Carubba.

## Přírodní podmínky

### Klima, geologie a geomorfologie
Průměrná nejvyšší roční teplota je v Corleone 20,8 °C, nejnižší pak 10,0 °C. Nejvyšší teplotní maxima byla zaznamenána místní meteorologickou stanicí v letních měsících, v červenci a v srpnu (průměrně 31,4 a 31,3 °C), nejnižší pak v měsíci lednu (11,1 °C průměrná maxima, 3,3 °C minima).
Corleone leží v oblasti tzv. Sicanských hor (Monti Sicani), jejichž nejvyšším vrcholem je Rocca Busambra (1613 m n. m.) poblíž Ficuzzy. Město je obklopeno prstencem vápencových skal specifických tvarů a složení, jaké se vyskytují pouze v této oblasti. Jedná se o usazeniny miocenního původu z doby před cca 24 milióny let, glaukonické kalkarity typu Corleone, nazvané tak právě podle této lokality. Nedílnou součástí panoramatu města jsou tzv. „skalní dvojčata“, zvaná též I faraglioni di Corleone (corleonské útesy). Jedná se o dvě vápencové skály v podobě mohutných sloupů, na nichž byla ve středověku vybudována hradní opevnění a později zde vznikly též poustevny františkánů.

### Vodní toky

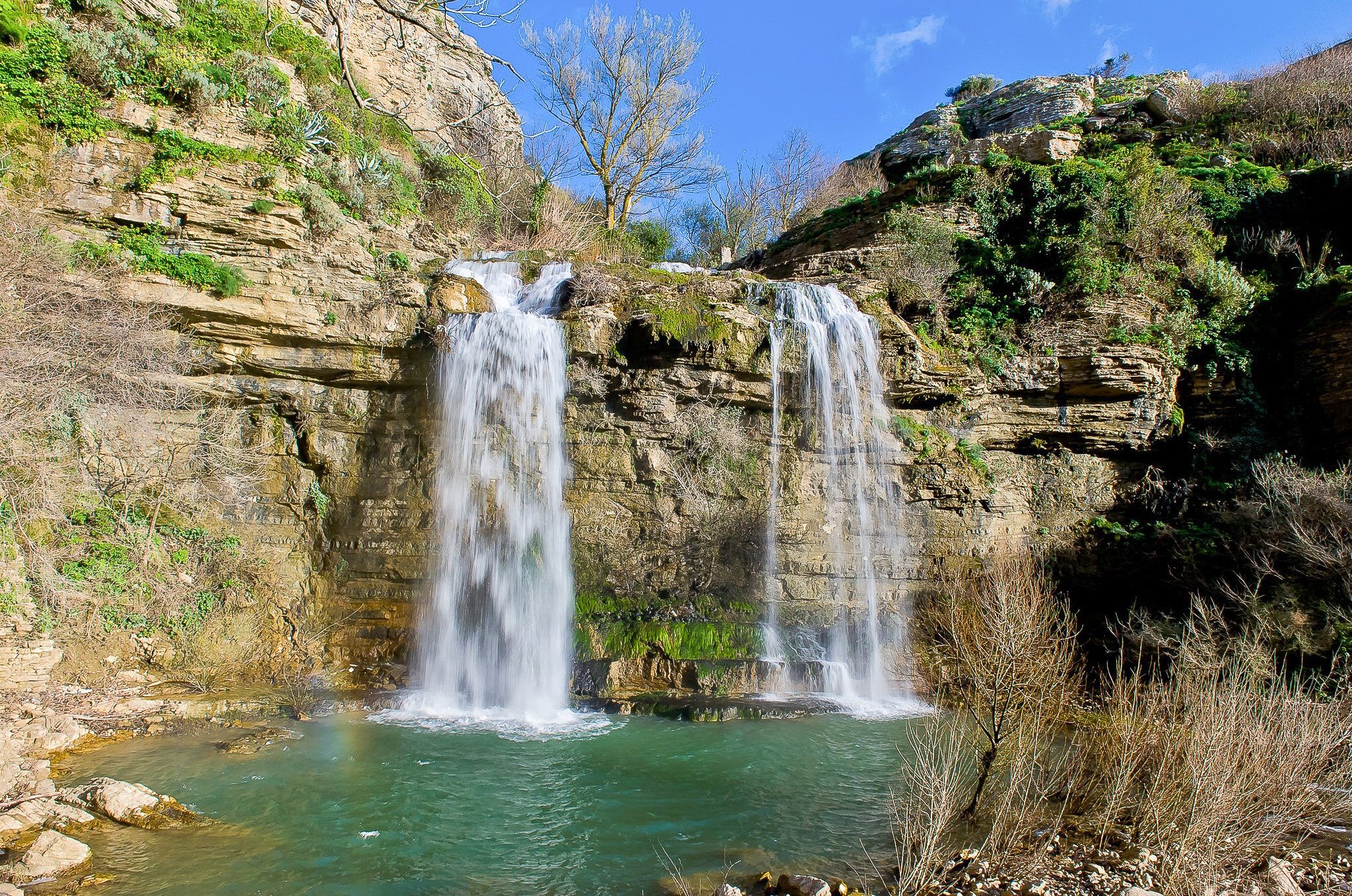
Vodopády „Dvou skal“

Místní vodní toky vytvářejí ve vápenci krasové jevy, peřeje a vodopády. Po turistické stezce, která byla zřízena na tělese zrušené železniční trati Palermo - Corleone - San Carlo, vedoucí v těchto místech souběžně se silnicí Corleone – Ficuzza, lze dojít k místu zvanému Gole del Drago (Dračí soutěska). Říčka Frattina zde ve svém korytě vytvořila tzv. obří hrnce s četnými víry a peřejemi. Přímo ve městě se pak nachází Parco naturale della cascata delle Due rocche („Přírodní park kaskád Dvou skal“).

## Historie

### Nejstarší dějiny
Nejstarší archeologické nálezy jsou z období neolitu, například keramika z Cava Favarotte (3500–2500 př. n. l.) a z někdejší osady v místě Contrada Giacomobello na svazích kopce Montagna Vecchia (Stará Hora). Další známou archeologickou lokalitou je Pietralunga, vzdálená asi 2 km od dnešního Corleone.
Předměty, pocházející z jednotlivých historických období – neolitu, eneolitu, doby bronzové, železné, antického Řecka, starověkého Říma, až po středověk – jsou vystaveny v Městském muzeu v Corleone.

### Středověk
Od poloviny 7. století začaly snahy muslimských vládců ze severní Afriky o dobytí Sicílie. Po roce 800 začal ve Středomoří klesat byzantský vliv. Hlavní úder arabských (především berberských) vojsk na Sicílii přišel v roce 827. V průběhu dalších let postupovali Arabové do vnitrozemí, Corleone bylo okupováno v roce 839. V době arabské nadvlády bylo město známo pod jménem Qurlayun. Po roce 1060 ostrov Sicílii, zvanou v té době Sicilským emirátem, začali postupně dobývat Normané. Známá je například bitva u Misilmeri, sídla zhruba na polovině cesty mezi Palermem a Corleone, v níž Normané roku 1068 Araby porazili. Avšak ještě o 100 let později více než 80 % obyvatelstva Corleone tvořili muslimové. Mnohá poarabštěná jména však prozrazovala jejich řecký původ. Po roce 1161 se město stalo útočištěm mnoha muslimů, prchajících před normanským pronásledováním, v roce 1208 dokonce došlo v Corleone k povstání muslimů proti Normanům. Toto období dodnes připomínají v Corleone dvě místa - na skále Castello Soprano (Horní Hrad) je tzv. saracénská rozhledna, druhá skála Castello Sottano (Dolní Hrad), ačkoliv se tu v současnosti žádné středověké opevnění nedochovalo, je označována jako Castello di Saraceni. Při povstání Sicilanů proti francouzské nadvládě, známého jako Sicilské nešpory, které propuklo v čase nešpor na Velikonoční pondělí 30. března 1282, podpořilo palermské povstalce na 3000 obyvatel Corleone. Palermský senát tento čin ocenil a nazval město Corleone soror mea ("moje sestra").

### Život s mafií

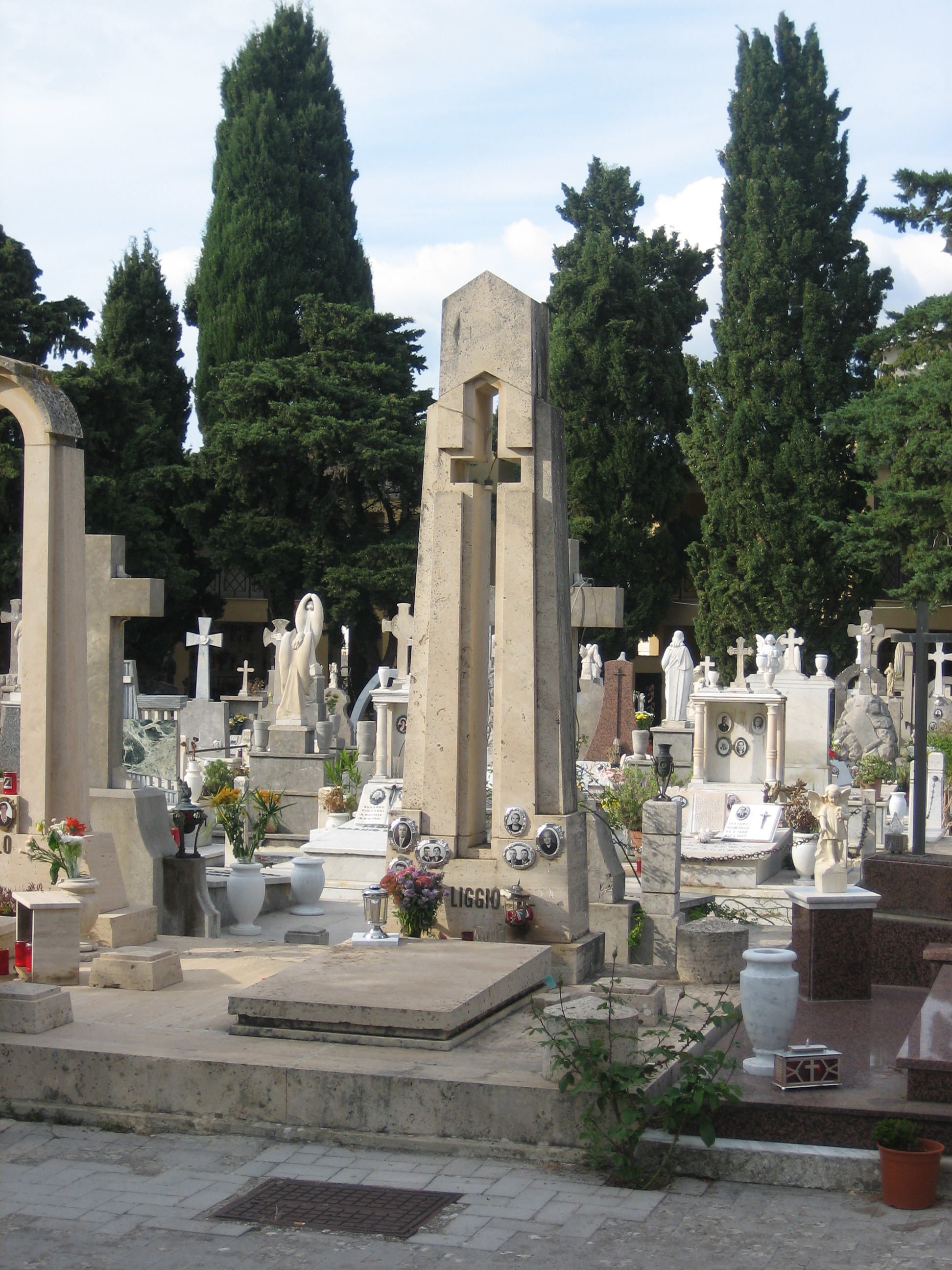
Hřbitov v Corleone

Prapůvod vzniku sicilského banditismu bývá datován již do období odporu obyvatel ostrova proti arabskému panství na Sicílii. V 19. století, v důsledku hospodářských změn, které nastaly na Sicílii ve vlastnických vztazích po roce 1860 v souvislosti se sjednocením Itálie, se začaly na ostrově vytvářet zločinecké struktury, známé později pod souhrnným názvem mafie či Cosa Nostra. V jednotlivých regionálních centrech se postupně rozvíjely zločinecké organizace, jejichž jádrem byly místní klany („rodiny“ neboli italsky „famiglie“, na Sicílii nazývané „cosca“). Podmínkou příslušnosti ke klanu ovšem nemusely být výhradně rodinné vazby či místo bydliště dotyčného člena. Hlavou klanu byl jeho šéf, zvaný "don". Po roce 1945 někteří představitelé sicilské mafie, která se výrazně angažovala při osvobozování Sicílie od fašistů, proklamovali separatistické tendence a usilovali o odtržení Sicílie od Itálie (Salvatore Giuliano). Od 70. až do 90. let 20. století se stále výrazněji na Sicílii prosazoval klan Corleonesi ("Corleonští" či "Corleoňané"). Představitelé mafie v Palermu na tuto odnož zpočátku hleděli s despektem a její členy nazývali "venkovany" či "sedláky". Klan Corleonesi však postupně získal takový vliv, že jeho představitelé ovládli významné pozice v celém regionu, včetně samotného Palerma, a později byly prokázány vazby členů tohoto klanu i na vrcholné představitele italského státu. Nejvýznamnějšími představiteli klanu byli Luciano Leggio, Salvatore "Toto" Riina, Bernardo Provenzano a bratři Calogero a Leoluca Bagarella. Navzdory odsouzení a uvěznění některých čelných představitelů činnost corleonské mafie pokračovala na území Itálie i v 21. století. V srpnu 2016 bylo na základě návrhu ministra vnitra Angelina Alfana rozpuštěno městské zastupitelstvo v Corleone z důvodu infiltrace mafií a starosta byl nahrazen zvláštním komisařem.

## Turismus
Město je vhodným výchozím místem jak pro návštěvu přírodních rezervací Bosco della Ficuzza a Rocca Busambra, ležících na severu mezi Corleone a Ficuzzou, tak archeologických lokalit v okolí města i přírodních a historických zajímavostí v chráněné oblasti Parco dei Monti Sicani, vyhlášené v prosinci roku 2014. Největším lákadlem pro návštěvníky je však neblahá pověst města, spjatá s působením zdejší mafie. Do globálního povědomí vstoupilo Corleone především díky literární fabulaci spisovatele Maria Puza, který coby ústřední postavu svého románu Kmotr stvořil hlavu mafiánské rodiny jménem Don Vito Corleone. Všeobecně známým se stal tento román poté, kdy jej v roce 1972 zfilmoval americký režisér Francis Ford Coppola, který hlavní roli Dona Corleone svěřil známému herci Marlonu Brandovi. Za zmínku stojí, že další důležitou postavu ve filmu Kmotr, Michaela, nejmladšího syna mafiánského bosse, hrál Al Pacino, jehož předkové se přistěhovali do USA právě ze sicilského městečka Corleone.

## Galerie

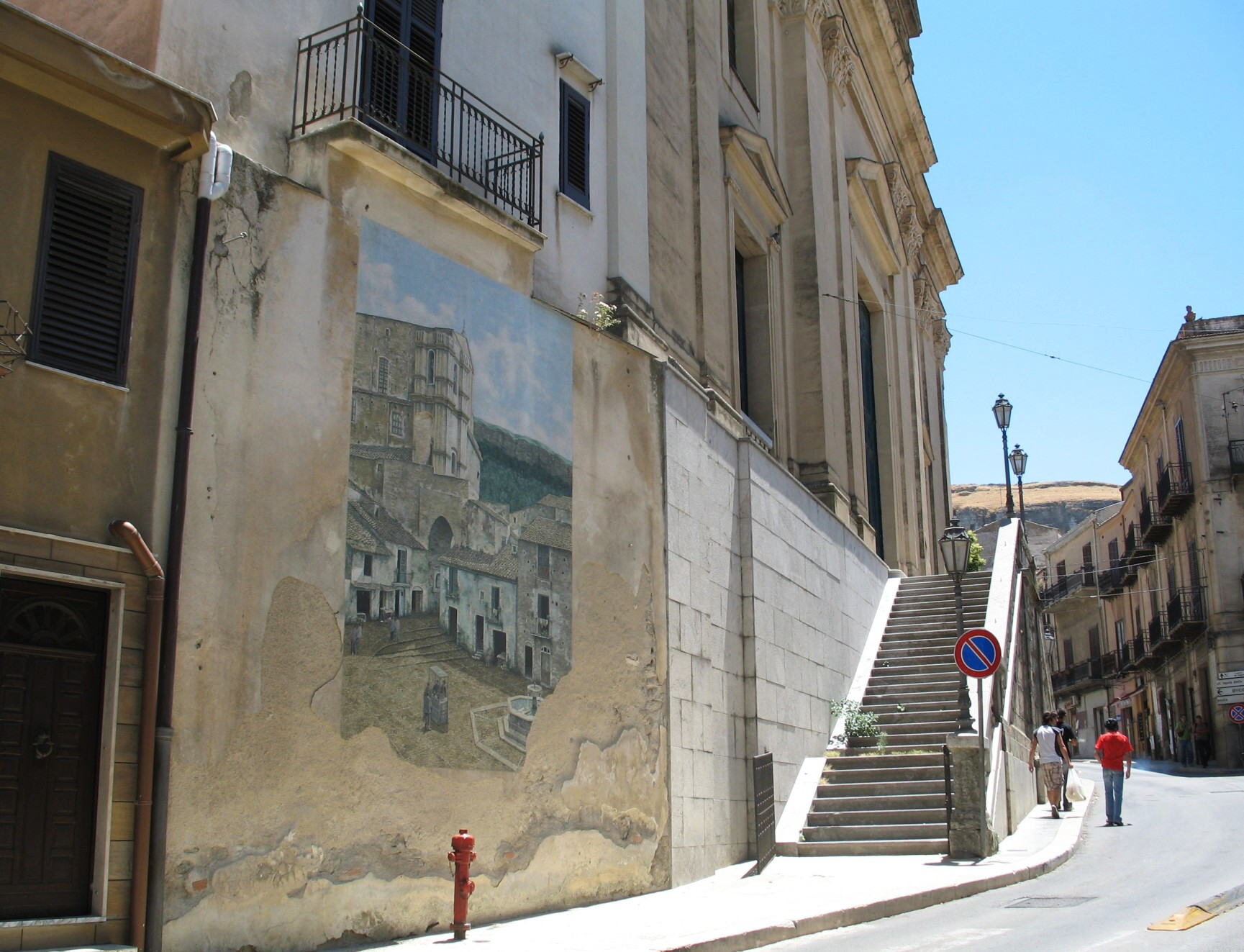
Ulice v Corleone
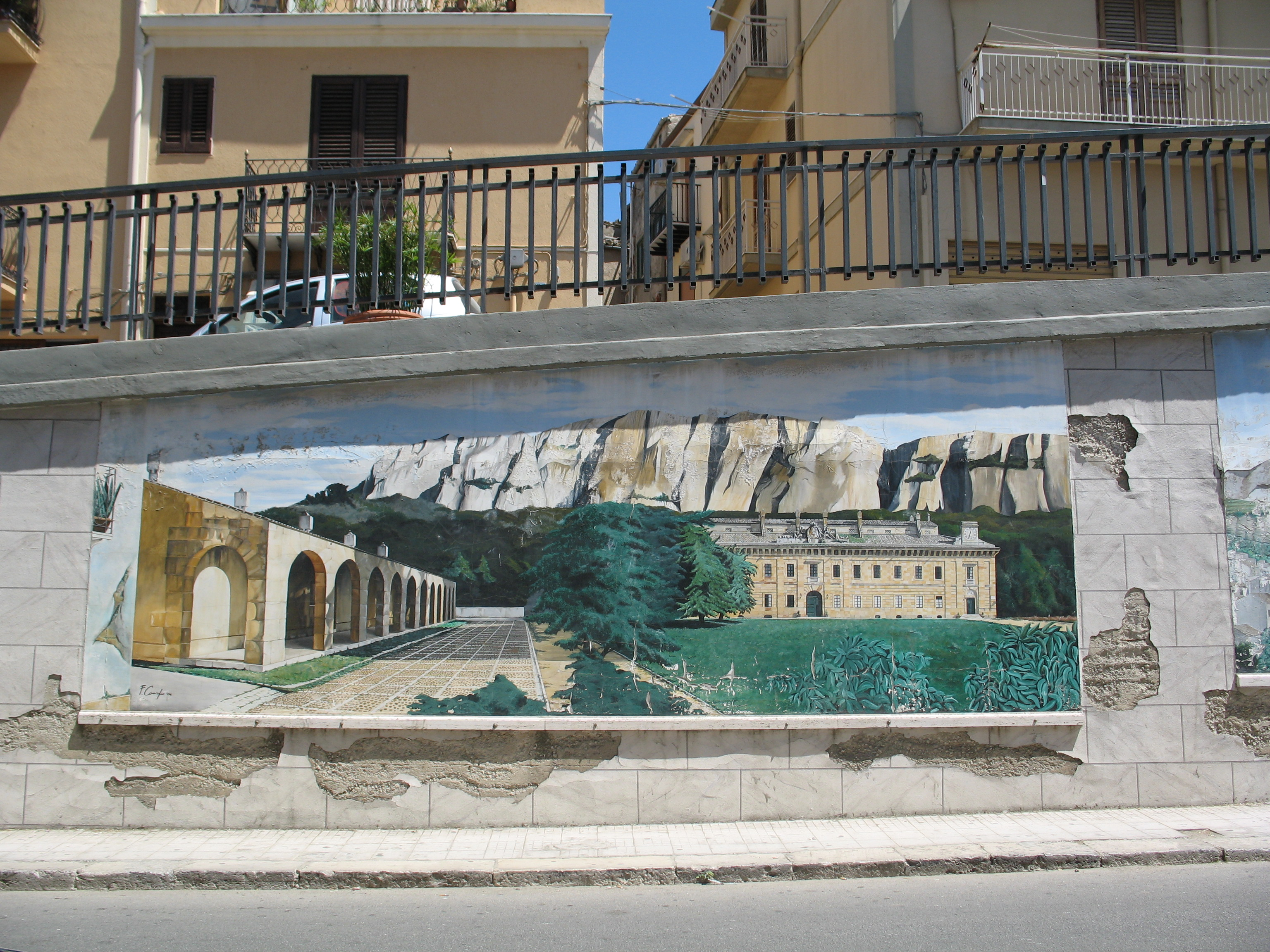
Obraz paláce ve Ficuzze v centru Corleone
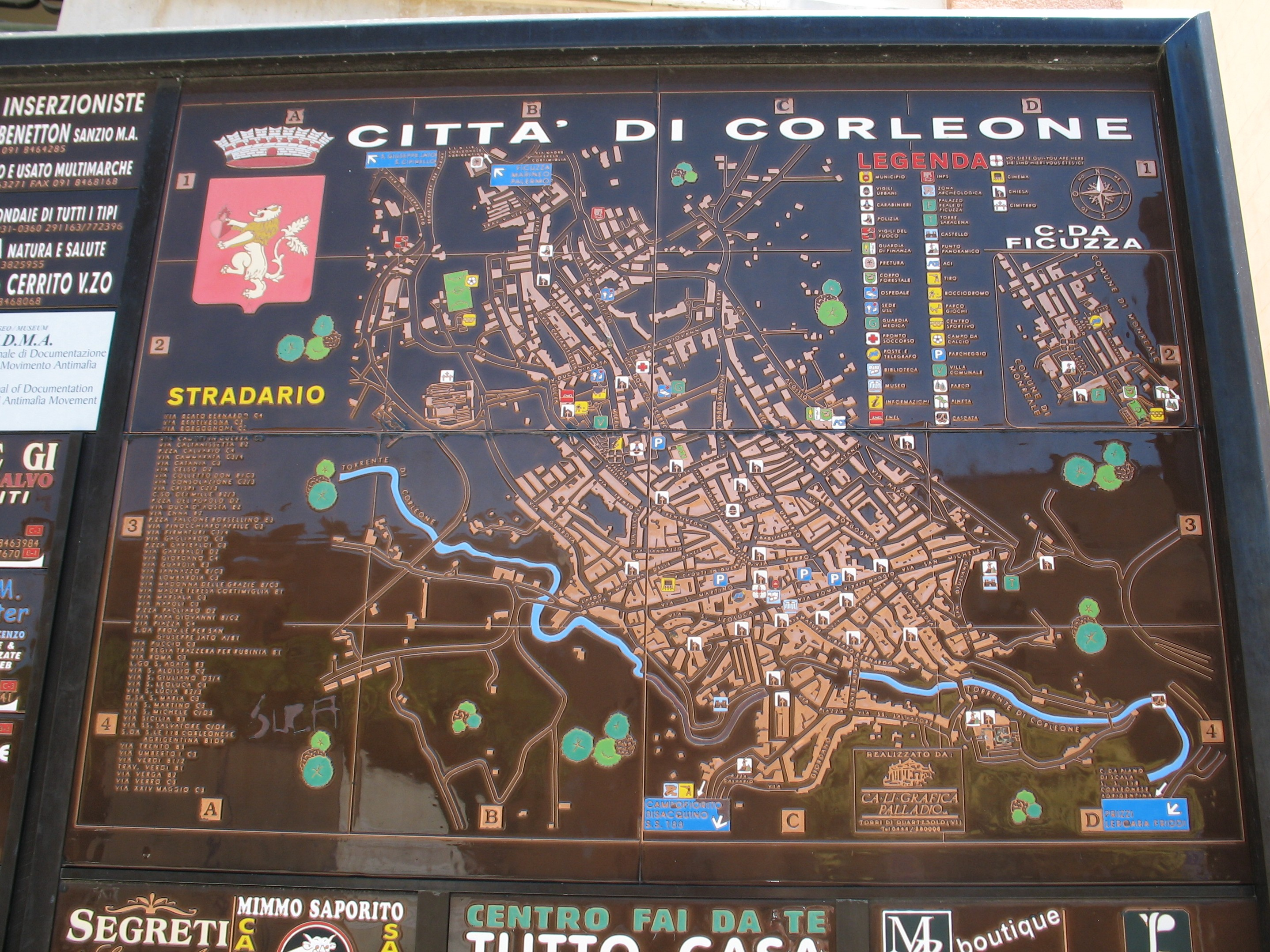
Plán města
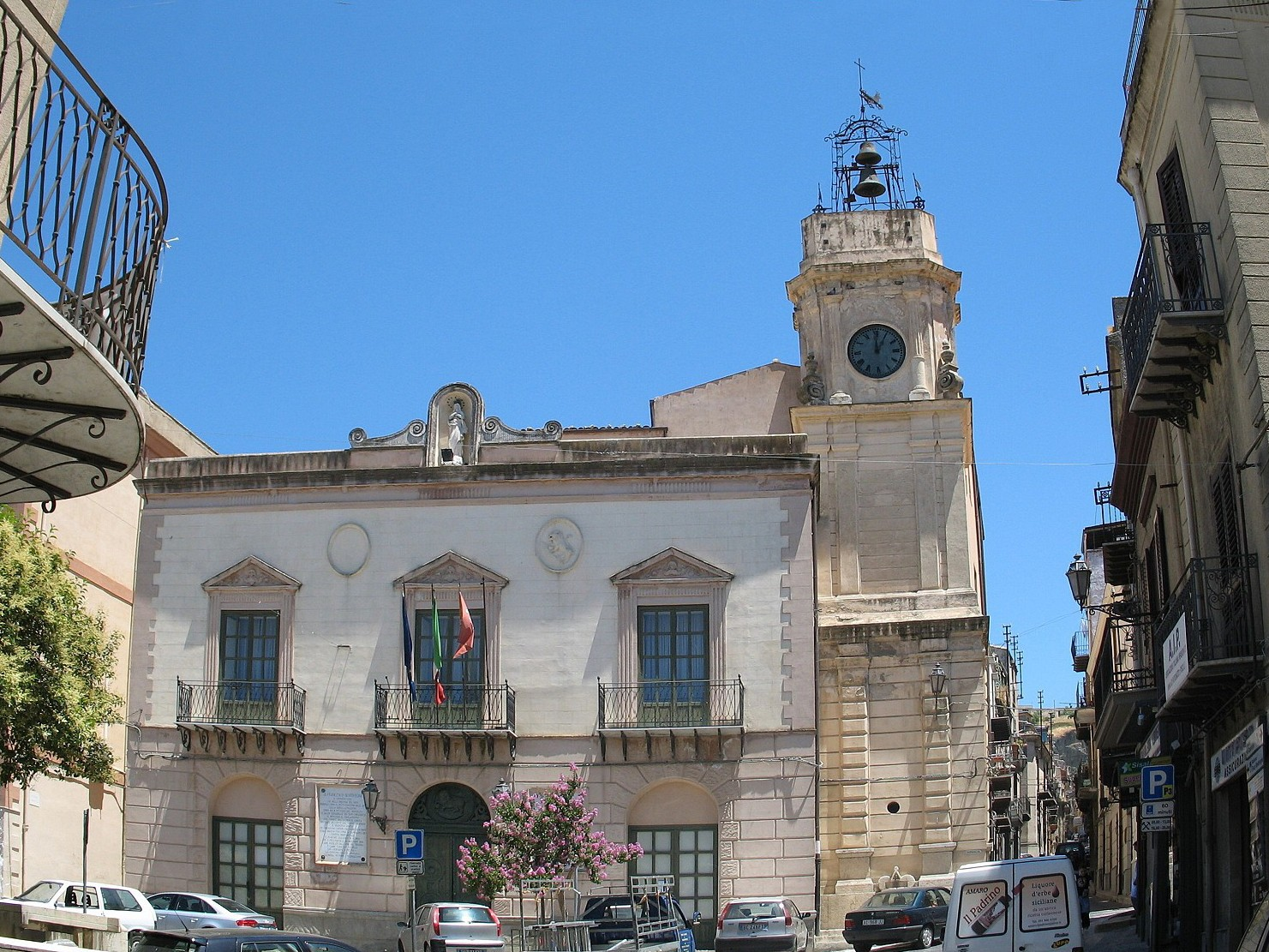
Corleonská radnice
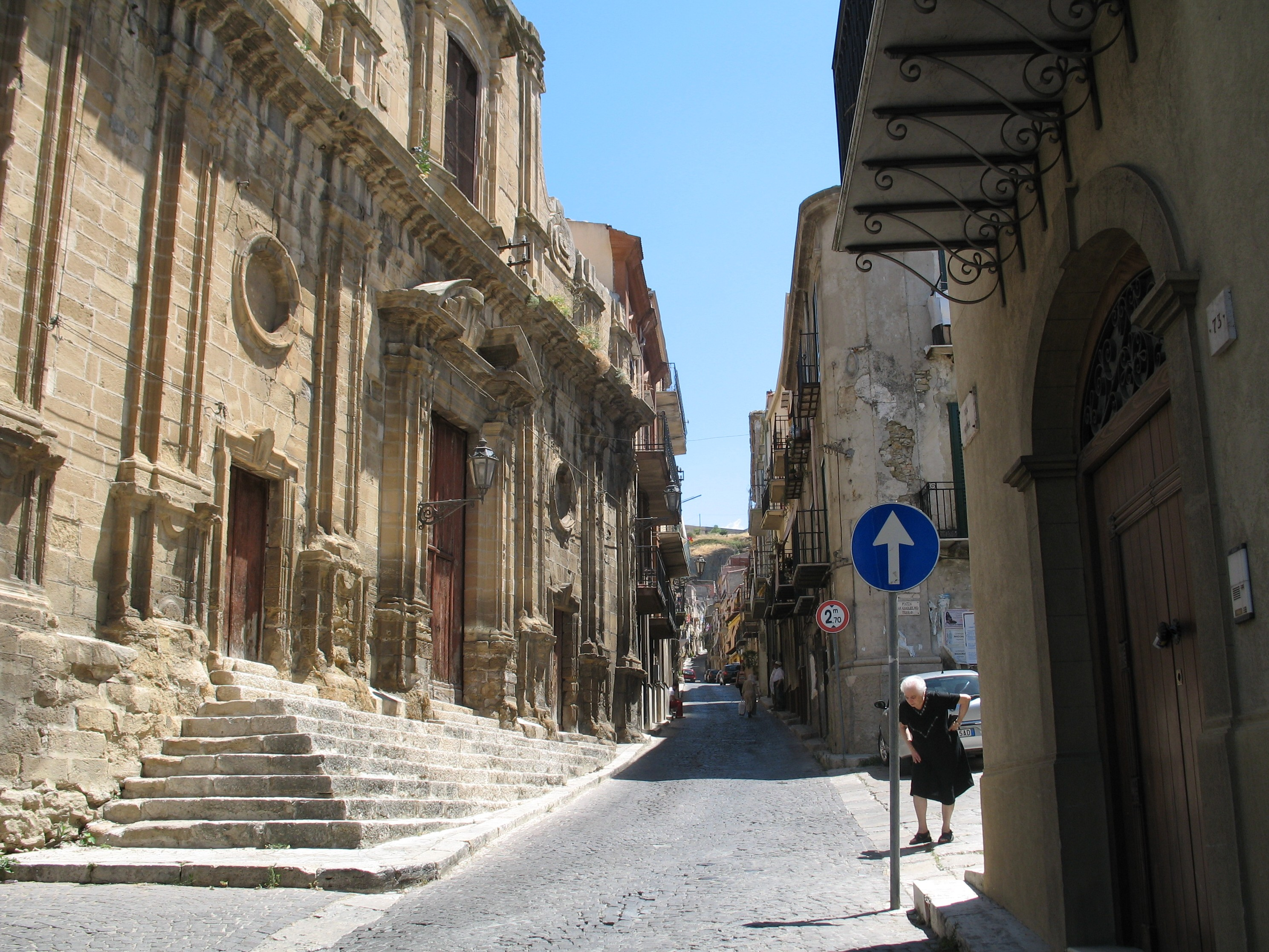
Jeden z místních kostelů